# Claire Foy
Claire Foy   (Stockport, 16 d'abril de 1984) és una actriu anglesa. Va estudiar interpretació a la Universitat John Moores i a l'Oxford School of Drama i va fer el seu debut al pilot de la sèrie de comèdia supernatural Being Human el 2008. Després de debutar al teatre professional al Royal National Theatre, va protagonitzar la minisèrie de la BBC One Little Dorrit (2008) i va fer el seu debut cinematogràfic al drama històric de fantasia Season of the Witch (2011). Després de papers principals a les sèries The Promise (2011) i Crossbones (2014), Foy va ser lloada per interpretar la funesta reina Anna Bolena a la minisèrie Wolf Hall (2015).
Va guanyar reconeixement internacional per interpretar la jove reina Elisabet II del Regne Unit durant les dues primeres temporades de la sèrie de Netflix The Crown, que li va valdre un Globus d'Or i un Primetime Emmy, entre d'altres. El 2018 va aparèixer al thriller psicològic de Steven Soderbergh Unsane i va interpretar Janet Shearon, esposa de l'astronauta Neil Armstrong, al biopic de Damien Chazelle First Man. Per aquest darrer paper va ser nominada al BAFTA i al Globus d'Or.

## Infantesa
Claire Elizabeth Foy va néixer el 16 d'abril de 1984 a Stockport, Gran Manchester. Ha dit que la seva mare, Caroline, provés d'una família irlandesa nombrosa; els seus avis materns són de Dublín i Kildare. Va créixer a Manchester i a Leeds, la més petita de tres germans. Es van traslladar a Longwick, Buckinghamshire, per la feina del seu pare de venedor de Rank Xerox. Els seus pares es van divorciar quan tenia vuit anys. Té una germanastra d'un matrimoni en segones núpcies del seu pare. Quan tenia 12 anys va anar a un institut a Aylesbury i després va anar a la Universitat John Moores de Liverpool, on va estudiar dramatúrgia i estudis de cinema. També va fer un curs d'un any a l'Oxford School of Drama. Es va graduar el 2007 i es va traslladar al districte londinec de Peckham, on va compartir una casa amb cinc amics de l'escola de dramatúrgia.

## Carrera

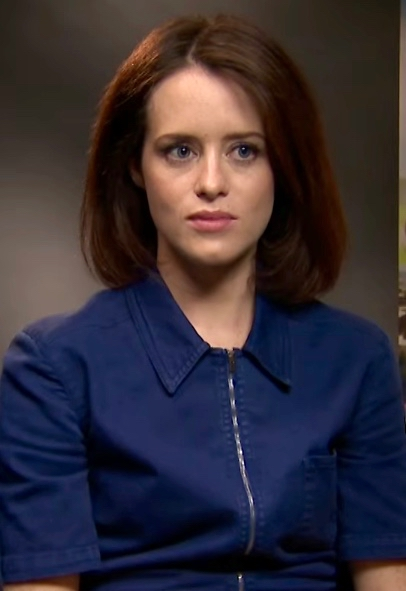
Foy l'octubre de 2017

Mentre era a l'Oxford School of Drama, Foy va actuar a les obres Top Girls, Watership Down, Easy Virtue i Touched. Després d'aparèixer a la televisió, va fer el seu debut professional als escenaris a DNA i The Miracle, dos de tres actes solitaris dirigits per Paul Miller al Royal National Theatre de Londres (el tercera era Baby Girl).
Va interpretar la protagonista, Amy Dorrit, a la sèrie de la BBC Little Dorrit. Va aparèixer al telefilm Going Postal i a la pel·lícula de terror d'aventures En temps de bruixes. Foy també va aparèixer a la sèrie Upstairs Downstairs com a Lady Persephone, i va coprotagonitzar la sèrie de Channel 4 The Promise, emesa el febrer de 2011.
Foy va fer de la protagonista, Helen, al telefilm The Night Watch, basat en la novel·la de Sarah Waters. Va tornar al teatre el febrer de 2013 com a Lady Macbeth, amb James McAvoy com a protagonista, a Macbeth als Trafalgar Studios.
El 2015 va interpretar la reina anglesa Anna Bolena a la sèrie dramàtica de sis episodis Wolf Hall. Va ser nominada al BAFTA de televisió a la millor actriu per la seva interpretació.
El 2016 va interpretar la reina Elisabet II del Regne Unit a la sèrie biogràfica dramàtica de Netflix dirigida per Peter Morgan The Crown. Li va valdra el Globus d'Or a la millor actriu en sèrie dramàtica i el Primetime Emmy a la millor actriu en una sèrie dramàtica. El 2017 va reprendre el paper per una segona temporada abans de passar el relleu a Olivia Colman, que interpretaria la reina de mitjana edat a partir de la tercera temporada. Aquell mateix any també va fer de Diana Cavendish a la pel·lícula dramàtica biogràfica Breathe.
El 2018 va aparèixer al thriller psicològic de Steven Soderbergh Unsane, va interpretar la vigilant Lisbeth Salander al thriller d'acció The Girl in the Spider's Web, i Janet Shearon, l'esposa de l'astronauta estatunidenc Neil Armstrong, al biopic de Damien Chazelle First Man.Per aquest darrer paper va ser nominada al BAFTA i al Globus d'Or a millor actriu secundària.

## Vida personal
Es va casar amb l'actor Stephen Campbell Moore el 2014. Tenen una filla, Ivy Rose, nata el març de 2015. La parella va anunciar que se separava el febrer de 2018, afirmant que "havien estat separats d'un temps ençà".

## Filmografia

### Cinema
| Any          | Títol                        | Paper                 | Notes         |
| ------------ | ---------------------------- | --------------------- | ------------- |
| 2011         | En temps de bruixes          | Anna                  |               |
| 2011         | Wreckers                     | Dawn                  |               |
| 2014         | Vampire Academy              | Sonya Karp            |               |
| 2014         | Rosewater                    | Paola Gourley         |               |
| 2015         | La dama de la furgoneta      | Lois                  |               |
| 2017         | Breathe                      | Diana Cavendish       |               |
| 2018         | Unsane                       | Sawyer Valentini      |               |
| 2018         | First Man                    | Janet Armstrong       |               |
| 2018         | The Girl in the Spider's Web | Lisbeth Salander      |               |
| 2020         | Louis Wain                   | Emily Richardson-Wain | Postproducció |
| Per anunciar | Dust                         |                       |               |

### Televisió
| Any             | Títol                                                 | Paper                      | Notes                               |
| --------------- | ----------------------------------------------------- | -------------------------- | ----------------------------------- |
| 2008            | Being Human                                           | Julia Beckett              | Episodi: "Pilot"                    |
| 2008            | Doctors                                               | Chloe Webster              | Episodi: "The Party's Over"         |
| 2008            | Little Dorrit                                         | Amy Dorrit                 | 14 episodis                         |
| 2009            | 10 Minute Tales                                       | Dona                       | Episodi: "Through the Window"       |
| 2010            | Terry Pratchett's Going Postal                        | Adora Belle Dearheart      | 2 episodis                          |
| 2010            | Pulse                                                 | Hannah Carter              | Telefilm                            |
| 2010–2012       | Upstairs Downstairs                                   | Lady Persephone Towyn      | 9 episodis                          |
| 2011            | The Promise                                           | Erin Matthews              | 4 episodis                          |
| 2011            | The Night Watch                                       | Helen Giniver              | Telefilm                            |
| 2012            | Hacks                                                 | Kate Loy                   | Telefilm                            |
| 2012            | White Heat                                            | Charlotte Pew              | 6 episodis                          |
| 2014            | Crossbones                                            | Kate Balfour               | 9 episodis                          |
| 2014            | The Great War: The People's Story                     | Helen Bentwich             | 2 episodis                          |
| 2014            | Frankenstein and the Vampyre: A Dark and Stormy Night | Narradora                  | Telefilm                            |
| 2015            | Wolf Hall                                             | Anna Bolena                | 6 episodis                          |
| 2016–2017, 2020 | The Crown                                             | Elisabet II del Regne Unit | 21 episodis                         |
| 2018            | Saturday Night Live                                   | Ella mateixa (amfitriona)  | Episodi: "Claire Foy/Anderson Paak" |

### Teatre
| Any  | Títol   | Paper        | Teatre                    |
| ---- | ------- | ------------ | ------------------------- |
| 2013 | Macbeth | Lady Macbeth | Trafalgar Studios         |
| 2019 | Lungs   | W            | The Old Vic               |
| 2020 | Lungs   | W            | Brooklyn Academy of Music |

## Premis i nominacions

### Premis BAFTA
| Any  | Treball nominat | Categoria                | Resultat | Ref.   |
| ---- | --------------- | ------------------------ | -------- | ------ |
| 2019 | First Man       | Millor actriu secundària | Nominat  | [ 18 ] |

### Premis BAFTA de televisió
| Any  | Treball nominat | Categoria     | Resultat | Ref.   |
| ---- | --------------- | ------------- | -------- | ------ |
| 2016 | Wolf Hall       | Millor actriu | Nominat  | [ 19 ] |
| 2017 | The Crown       | Millor actriu | Nominat  | [ 20 ] |
| 2018 | The Crown       | Millor actriu | Nominat  | [ 20 ] |

### Premis Globus d'Or
| Any  | Treball nominat | Categoria                                     | Resultat  | Ref.   |
| ---- | --------------- | --------------------------------------------- | --------- | ------ |
| 2017 | The Crown       | Millor actriu en sèrie de televisió dramàtica | Guanyador | [ 21 ] |
| 2018 | The Crown       | Millor actriu en sèrie de televisió dramàtica | Nominat   | [ 22 ] |
| 2019 | First Man       | Millor actriu secundària                      | Nominat   | [ 23 ] |

### Premis Primetime Emmy
| Any  | Treball nominat | Categoria                        | Resultat  | Ref.   |
| ---- | --------------- | -------------------------------- | --------- | ------ |
| 2017 | The Crown       | Millor actriu en sèrie dramàtica | Nominat   | [ 24 ] |
| 2018 | The Crown       | Millor actriu en sèrie dramàtica | Guanyador | [ 25 ] |

### Premis del Sindicat d'Actors de Cinema
| Any  | Treball nominat | Categoria                             | Resultat  | Ref.   |
| ---- | --------------- | ------------------------------------- | --------- | ------ |
| 2017 | The Crown       | Millor repartiment en sèrie dramàtica | Nominat   | [ 26 ] |
| 2017 | The Crown       | Millor actriu en sèrie dramàtica      | Guanyador | [ 26 ] |
| 2018 | The Crown       | Millor repartiment en sèrie dramàtica | Nominat   | [ 27 ] |
| 2018 | The Crown       | Millor actriu en sèrie dramàtica      | Guanyador | [ 27 ] |